# 5408 Thé
5408 Thé là một tiểu hành tinh vành đai chính với chu kỳ quỹ đạo là 1242.2004905 ngày (3.40 năm).
Nó được phát hiện ngày 25 tháng 3 năm 1971 bởi Kees van Houten và Tom Gehrels ở Đài thiên văn Palomar.